# Румен Бальозов
Румен Димитров Бальозов е български композитор и виолончелист.

## Биография
Роден е на 6 септември 1949 година в София в семейството на Димитър Бальозов. Завършва Българската държавна консерватория – виолончело при проф. Константин Попов (1972) и композиция при проф. Димитър Тъпков (1975). От 1974 година е виолончелист в Симфоничния оркестър на БНР.
Композитор е на четири опери, един балет, четири симфонии и други произведения за симфоничен и струнен оркестър; голям брой камерна музика за различни инструменти и състави. Създава музика към филми, театрални и телевизионни постановки. Автор е на статии, свързани с музиката. Публикува и една пиеса („Чесане на езици“).
Музиката му се характеризира с експерименти с утвърдени жанрови подходи и с различни композиционни техники, които според критиката го свързват с насоки, характерни за съвременни музикални течения: свободен сериализъм, минимализъм и др., както и с естетиката на постмодернизма. Според музиколожката Е. Христозова театралното начало пронизва цялото му творчество и може да бъде открито и в много от симфоничните му и камерни творби. Критиката отбелязва неговите творби, „типични със своята жизненост, с играта с автори и стилове, заключена в неизчерпаемите му „изменения“ и „намеси“, с артистичното пародиране на различни музикални похвати, епохи, жанрове“.
Румен Бальозов е сред основателите на Дружеството за нова музика в България и председател на художествения му съвет (2000 – 2002).
Творбите на му са записвани в БНТ, „Балкантон“, БНР, Братиславското радио и „Вестдойчер Рундфунк Кьолн“. Изпълнявани са в Европа и Америка.
Носител е на награда на Министерството на образованието и културата (1981), наградата „Маестро Димитър Вълчев“ (2002 – 2003) и други.
Умира на 27 януари 2019 година.